# Summer Love
A Summer Love egy dal, amit Justin Timberlake, Timbaland és Danja írt. Negyedik kislemezként másolták ki Justin második nagylemezéről, a FutureSex/LoveSoundsról. Csak a rádiókban lehet egyelőre hallani a számot. A Billboard Hot 100-on 74.-ként debütált. A Summer Love letölthető változata nem tartalmazza a Set the Mood (Prelude)-ot, mert ezt az Until the End of Time-mal akarják piacra dobni, csakúgy mint a My Love-ot. Az albumon található meg a teljes változat.
A dalhoz nem készült videóklip. Justin az első művész, akinek sikerült a Top 40 Mainstream listán, és a rádiós listán is első lenni.

## Sikerek a listákon
| Lista (2007)                     | Jelenlegi pozíció |
| -------------------------------- | ----------------- |
| Brazil Kislemezlista             | 66                |
| Maláj Kislemezlista              | 2                 |
| Kanadai Kislemezlista            | 4                 |
| Román Kislemezlista              | 56                |
| Svéd Kislemezlista               | 38                |
| Török Kislemezlista              | 5                 |
| U.S. Billboard Hot 100           | 6                 |
| U.S. Billboard Pop 100           | 5                 |
| U.S. Billboard Rhythmic Top 40   | 18                |
| U.S. Billboard Top 40 Mainstream | 1                 |